# Kovsh

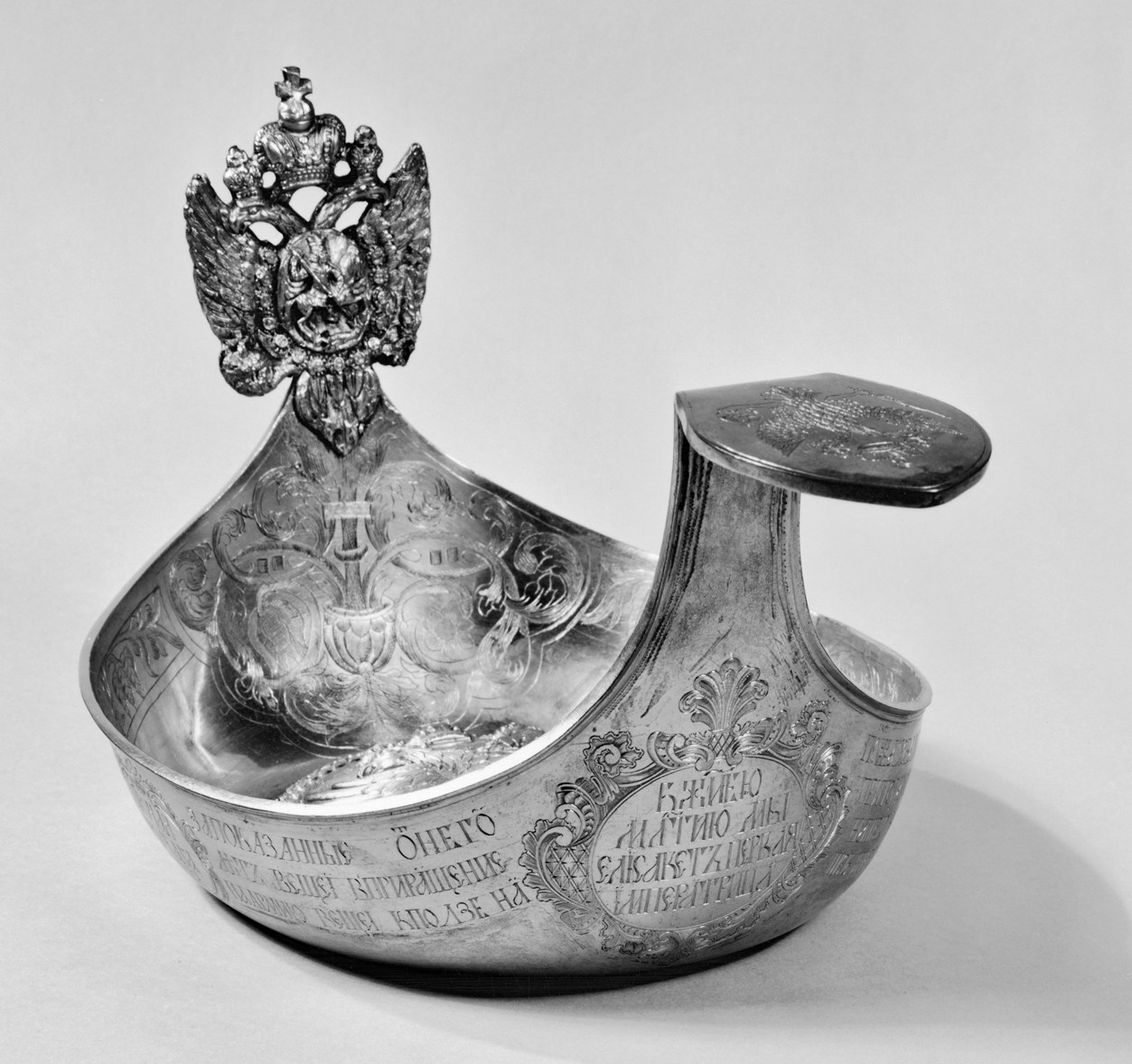
Un kovsh de Vasilli Matveev Kunkin de 1758; en la colección del Museo de Arte Walters

El kovsh es un recipiente o cucharón tradicional de Rusia. Tiene forma ovalada, similar a un barco con una sola asa, y puede tener la forma de un ave acuática o de un drakkar nórdico. Originalmente, el kovsh se fabricaba en madera y se utilizaba para servir y beber hidromiel, con ejemplares excavados desde el siglo X.  El kovsh de metal comenzó a aparecer alrededor del siglo XIV, aunque también se siguió tallando en madera y a menudo se pintaba con brillantes motivos campesinos. Para el siglo XVII, el kovsh era a menudo un adorno más que un recipiente práctico, y en el siglo XIX se fundió con gran detalle en metales preciosos para presentarlo como obsequio oficial del gobierno zarista.

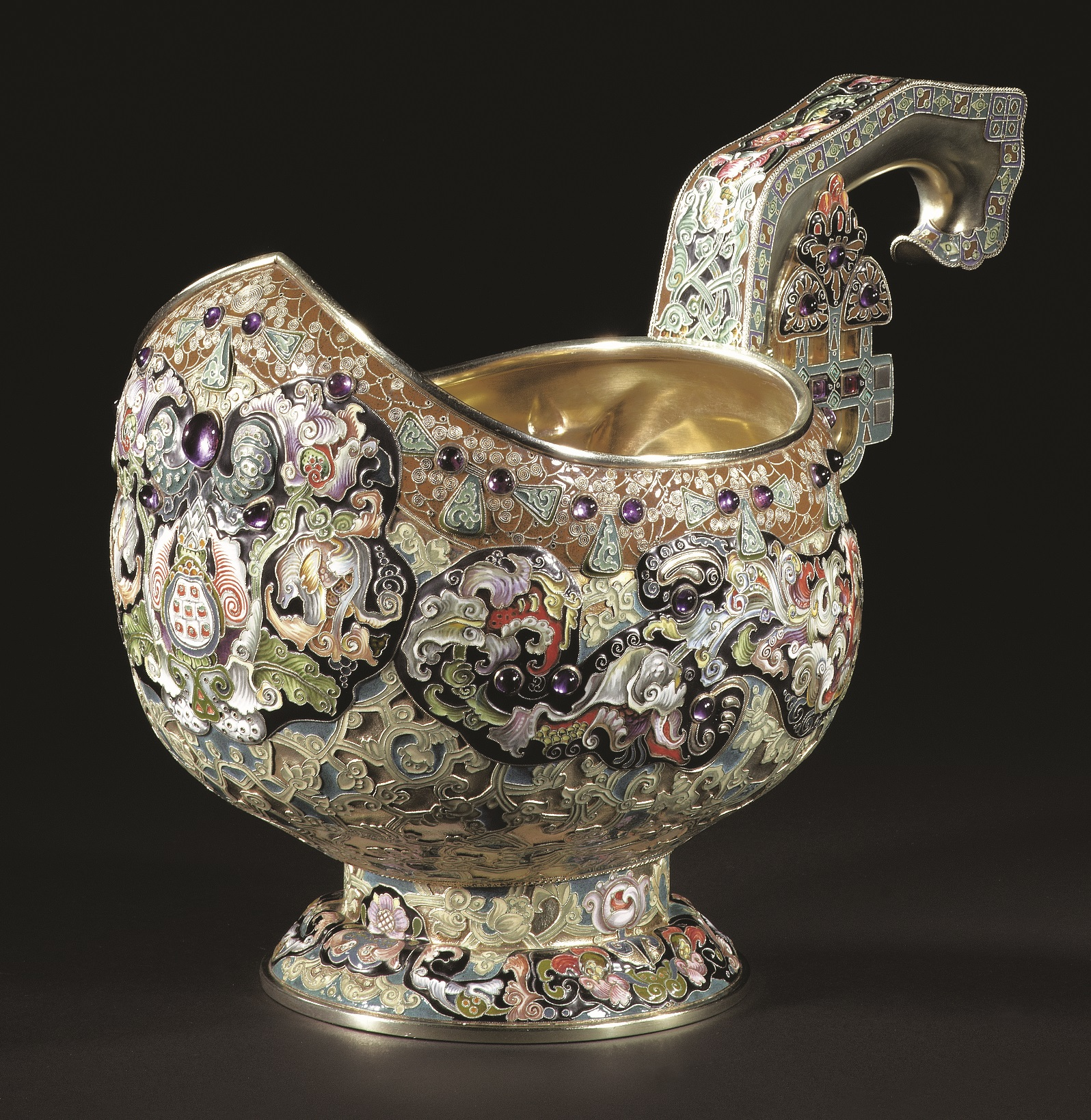
Kovsh de Feodor Rückert, 1899-1908, de la Colección Khalili de Esmaltes del Mundo

## Bibliografia
- Maskell, Alfred (1884). Russian art and art objects in Russia. Chapman and Hall, Ltd. pp. 141–142.
- Hellie, Richard (1999). The Economy and Material Culture of Russia, 1600–1725. University of Chicago Press. ISBN 0-226-32649-7.

- Datos: Q3816692
- Multimedia: Kovshs / Q3816692